# Ruth Sahanaya
Ruth Sahanaya (ur. 1 września 1966 w Bandungu) – indonezyjska piosenkarka.

## Życiorys
Popularność zdobyła pod koniec lat 80. XX wieku, spośród jej utworów można wymienić m.in. przebój „Kaulah Segalanya”. Koncertowała na arenie międzynarodowej, była reprezentantką Indonezji na wielu festiwalach muzycznych, a na swoim koncie ma szereg nagród muzycznych. Jej album Kasih (1999) sprzedał się w nakładzie ponad 250 tys. egzemplarzy.
Wraz z Titi DJ i Krisdayanti tworzy grupę wokalną 3 Diva.

## Dyskografia
- 1987: Seputih Kasih
- 1989: Tak Kuduga
- 1992: Kaulah Segalanya
- 1994: Yang Terbaik
- 1996: ...Uthe
- 1997: Berserah Kepada Yesus
- 1999: Kasih
- 2000: Yang Kurindukan
- 2002: Greatest Hits Ruth Sahanaya
- 2003: Bicara Cinta
- 2006: Jiwaku
- 2007: Joyful Christmas
- 2009: Giving My Best
- 2010: Thankful